# Väike Antsulaid
Väike Antsulaid ist eine unbewohnte Insel in der Ostsee, 370 Meter von der größten estnischen Insel Saaremaa entfernt. Die Insel liegt in der Landgemeinde Saaremaa im Kreis Saare. Die 1,7 Hektar große Insel gehört zum Nationalpark Vilsandi. Die Insel liegt in der Kiirassaare laht, einer Bucht im Nordwesten Saaremaas. 50 Meter östlich liegt die Insel Suur Antsulaid, die mit ihr zusammen die Antsulaid-Inseln bildet.